# Церковь Параскевы Пятницы (Питешти)
Церковь Параскевы Пятницы (рум. Biserica Sfânta Vineri) — православный храм в городе Питешти, южная Румыния. Расположен в центральной части города.
Храм построен в позднем византийском стиле, в то же время фрески на его стенах указывают на влияние западной культуры.

## История
Между 1817 и 1827 годами в этом месте на основании речных валунов была построена маленькая деревянная церковь, освящённая в честь Параскевы Пятницы, Святой Троицы и Усекновения главы Иоанна Крестителя. 20 июля 1904 года рядом с деревянным был заложен новый каменный храм, строительство которого завершилось 19 октября 1908 года. После этого деревянную церковь снесли.
В 2013—2015 годах в церкви были проведены восстановительные работы. Они включали реставрацию самого храма, приходского дома; приведение в порядок аллей и ограды. Приходской дом стал музеем, а церковный двор был полностью переделан.

## Галерея

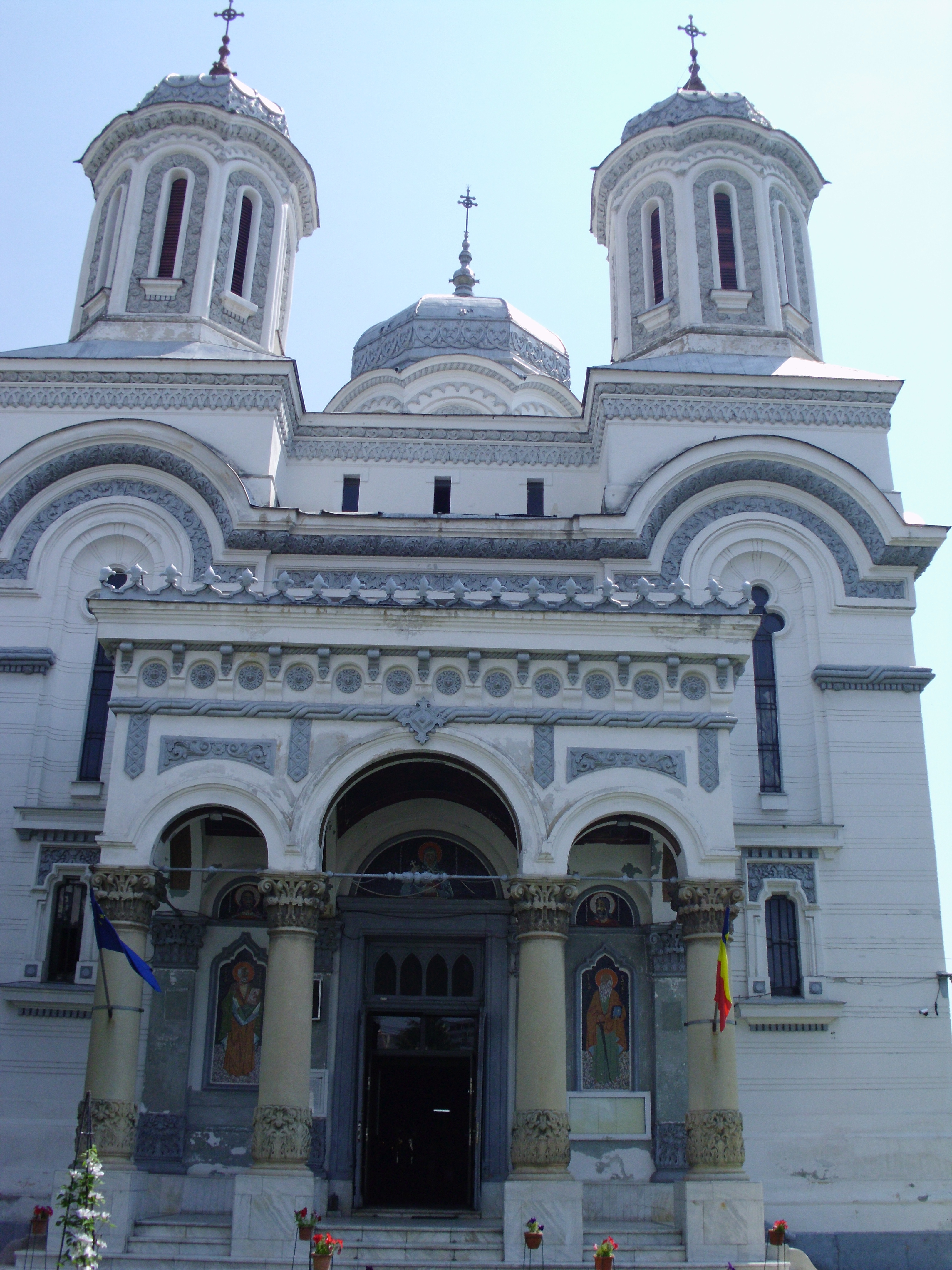
Вход в храм.
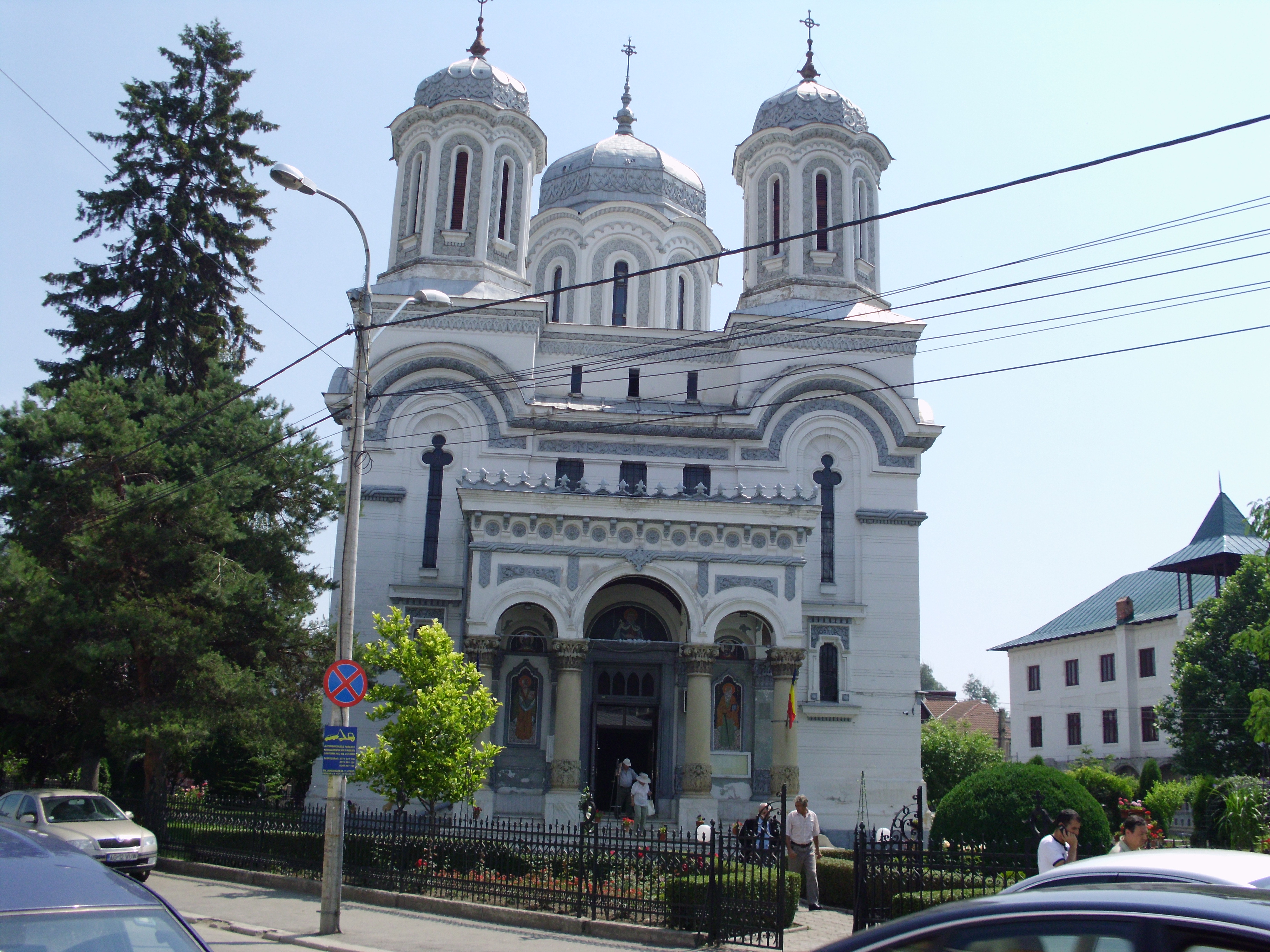
Общий вид.
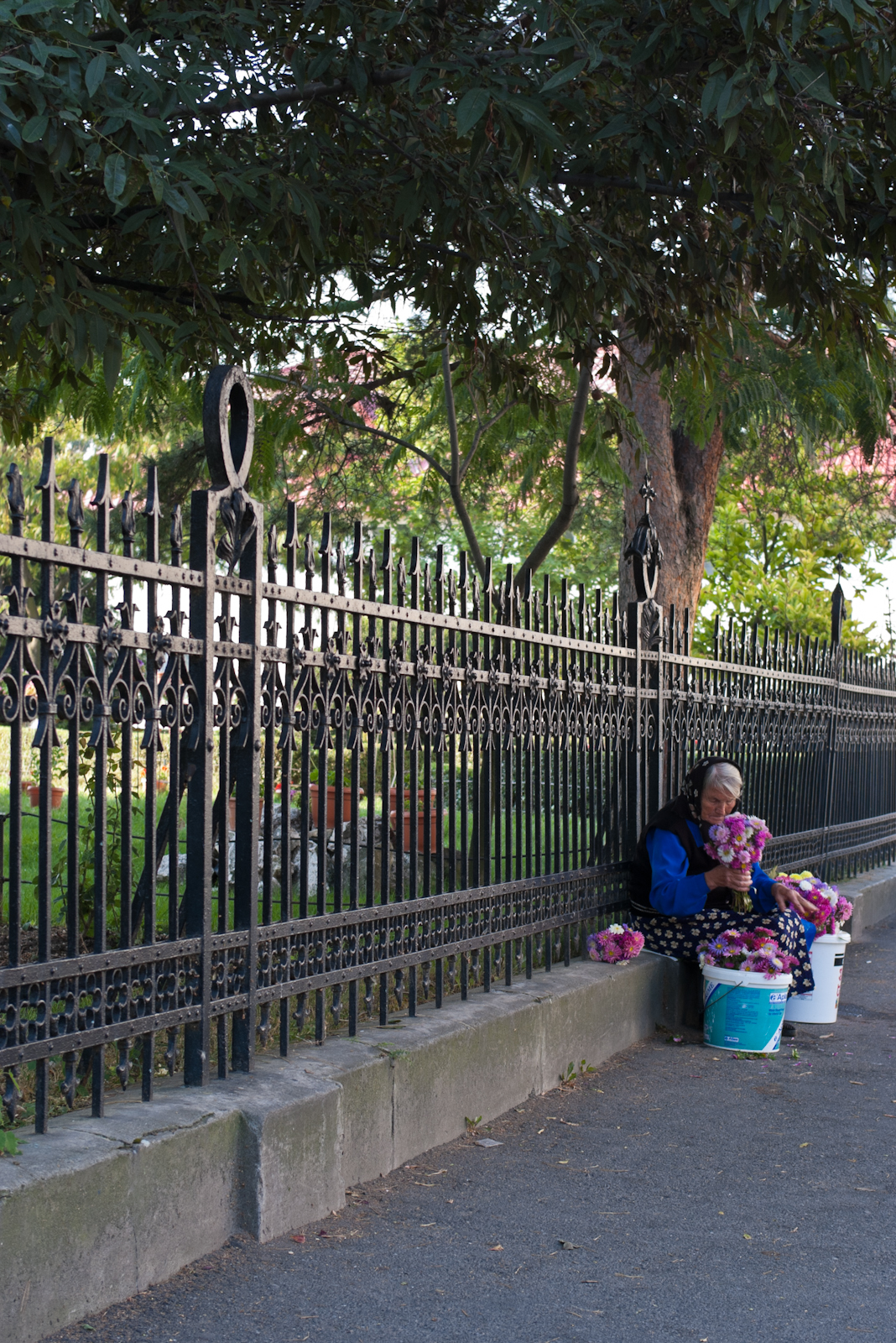
Ограда.